# يانوسية جنوبية
يانوسية جنوبية (الاسم العلمي: Janolus australis) هي نوع من الحيوانات تتبع جنس اليانوسية من فصيلة ظهريات الشرج.